# Salurnis bipunctata
Salurnis bipunctata är en insektsart som först beskrevs av Walker 1862.  Salurnis bipunctata ingår i släktet Salurnis och familjen Flatidae. Inga underarter finns listade i Catalogue of Life.